# Котаярви (озеро, Поросозерское сельское поселение, северо-восточное)
Ко́тая́рви (фин. Kotajärvi) — озеро на территории Поросозерского сельского поселения Суоярвского района Республики Карелия.

## Общие сведения
Площадь озера — 1,8 км², площадь бассейна — 168 км². Располагается на высоте 150,9 метров над уровнем моря.
Форма озера лопастная. Берега каменисто-песчаные, частично заболоченные.
С южной стороны в озеро втекает река без названия, несущая воды из озёр Сяркяярви и Айттоярви. Сток из озера расположен в юго-западной части, откуда вытекает та же безымянная река, которая, протекая через озеро Иткаярви, втекает в Койтайоки.
В центре озера расположен один большой остров и около двадцати небольших островов без названия.
Название озера переводится с финского языка как «озеро с избой».
Код водного объекта в государственном водном реестре — 01050000111102000011486.